# بویانکا کوستووا
بویانکا کوستووا (بلغاری: Боянка Костова؛ زادهٔ ۱۰ مهٔ ۱۹۹۳) وزنه‌بردار زن بلغارتبار اهل جمهوری آذربایجان است.
وی در مسابقات کشوری و بین‌المللی در مجموع برندهٔ ۵ مدال طلا، ۱ مدال نقره شده‌است.